# WebM
WebM е видео формат, предназначен да предостави безплатна висококачествена компресия на видео в отворен формат за HTML5 видео. Проектът е спонсориран от Google. Файлът WebM се състои от VP8 видео и Vorbis аудио поток, в контейнер на базата на профила на Matroska. През март 2010 г. Adobe обявява, че Flash Player ще бъде актуализиран, за да поддържа VP8.
WebM форматът е подкрепен от Google, Mozilla Firefox, Opera, Android, Oracle, AMD, Nvidia, Logitech, Winamp, VLC, Adobe Flash и други.
YouTube вече предлага WebM видео като част от своя HTML5 експеримент. Всички качени файлове с резолюция от 720p и по-горе са кодирани в WebM в 480p и 720p. YouTube ще конвертира целия си архив от клипове в WebM.